# Csengele (keresztnév)
A  Csengele női név  ismeretlen eredetű új magyar női név, de lehet a Csenge név továbbképzése is, esetleg az azonos nevű helység török (kun) nevéből eredhet, ekkor a jelentése erdős, bozótos.

## Rokon nevek
Csenge, Csönge

## Gyakorisága
Az újszülötteknek adott nevek körében az 1990-es években szórványos volt. A 2000-es és a 2010-es években sem szerepelt a 100 leggyakrabban adott női név között.
A teljes népességre vonatkozóan a Csengele sem a 2000-es, sem a 2010-es években nem szerepelt a 100 leggyakrabban viselt női név között.

## Névnapok
február 4., július 24.

## Híres Csengelék
- Csíky Csengele színművész[6]
- Bajka Kinga Csengele színművész[7]